# Bürgermeister-Smidt-Gedächtniskirche
De Bürgermeister-Smidt-Gedächtniskirche in Bremerhaven, plaatselijk beter bekend onder de naam Große Kirche (Grote Kerk), behoort tot de geünieerde gemeente van lutheranen en hervormden en staat aan de Bürgermeister-Smidt-Straße, die net als het kerkgebouw werd vernoemd naar de stichter van de stad, Johann Smidt, en die van 1821 tot zijn dood in 1857 burgemeester van de Vrije Hanzestad Bremen was.
De Grote Kerk is het enige kerkgebouw van de Protestantse Kerk in Bremen (Bremische Evangelische Kirche) in Bremerhaven.

## Geschiedenis

De nieuwe kerk tussen 1895 en 1900

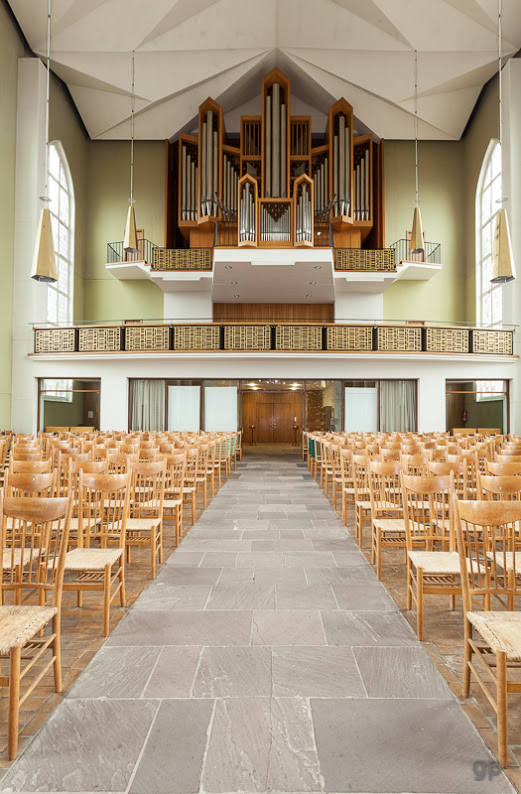
Orgel

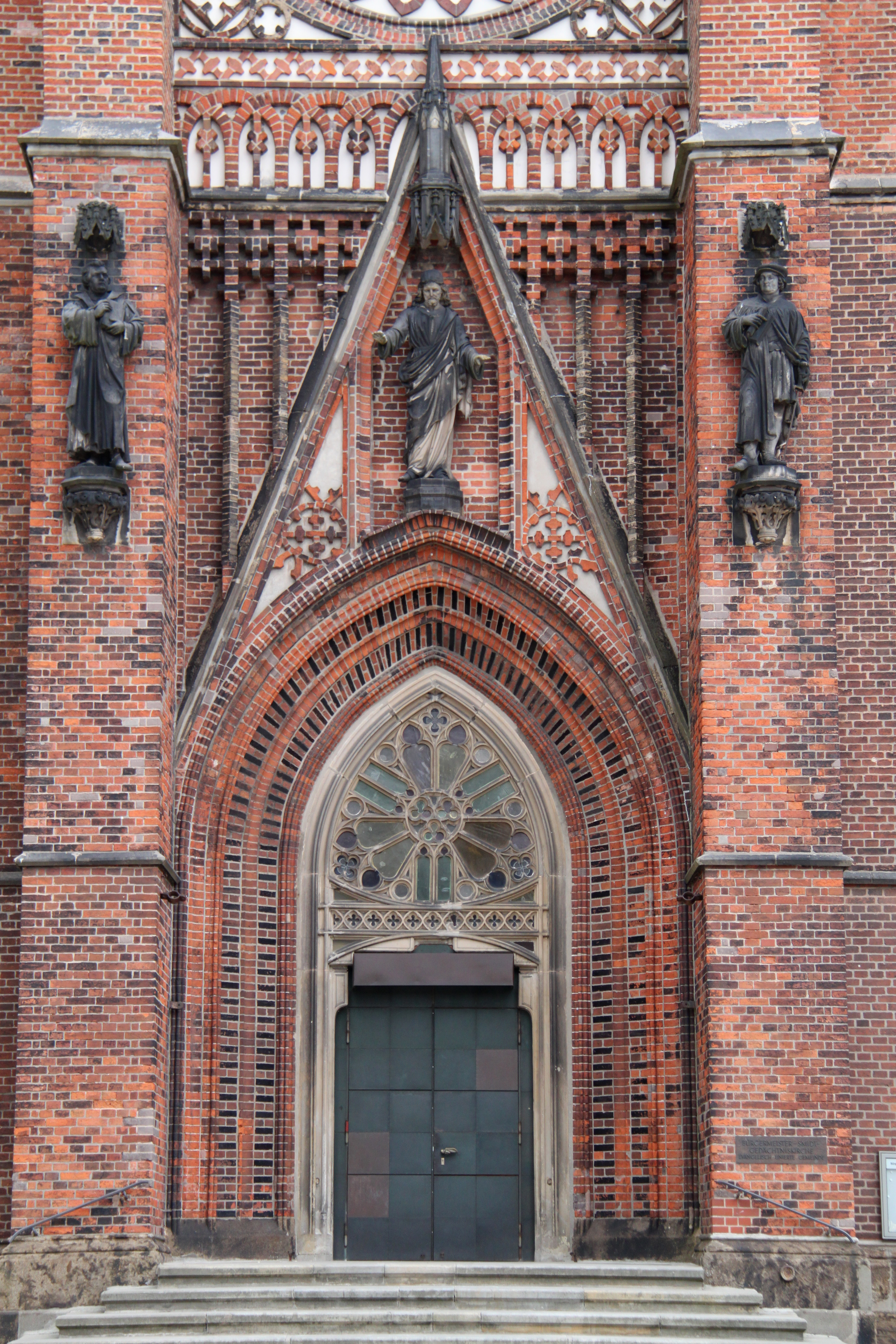
Portaal

In de oorspronkelijke stadsontwerpen van Bremerhaven van 1827 ontbreekt de planning van een kerkgebouw, maar in 1842 besloot men tot de bouw van een godshuis. Al snel na de eerstesteenlegging in 1846 werd het project stilgelegd wegens de ontoereikende fundamenten, die in de drassige bodem wegzakten. Zeven jaar later werd onder leiding van de uit Bremen afkomstige architect Simon Loschen een tweede poging ondernomen. Na het slaan van 522 houten palen in de grond werd begonnen met de bouw van een drieschepige kerk, de apsis en de toren.
Alhoewel de 80 meter hoge klokkentoren nog niet was voltooid, wijde burgemeester Johann Smidt, die eveneens theoloog was, de Grote Kerk op 22 april 1855 zelf in. De bouw duurde nog voort tot 1870. Vanwege bouwkundige problemen moesten echter in 1869 de torentjes aan de toren en op de koorapsis worden afgebroken.
In de Tweede Wereldoorlog werd de kerk tijdens een luchtaanval op 18 september 1944 op het toengeheten Wesermünde zeer zwaar beschadigd. De pijlers en het dak stortten in, de inventaris verbrandde en alleen de toren met de zandstenen portaalbeelden van Jezus, Maarten Luther en Huldrych Zwingli ontsnapten aan de vernietiging.
De herbouw van de kerk vond in de periode 1958-1960 plaats, nadat de wederopbouw van de pastorie eerder in 1953 gereed kwam. Met name de renovatie van de 80 meer hoge toren bleek een lastige klus, omdat de toren door de bommen circa 28 centimeter uit het lood geraakt was. Dankzij een constructie van staalbeton in het gebouw kon de toren gestabiliseerd worden. Ook bij de nieuwe dakspanten boven het kerkschip werd staalbeton toegepast. De nieuwe ramen voor de kerk werd door Hans Gottfried von Stockhausen ontworpen.
Sinds 1978 is het kerkgebouw een beschermd monument.

## Orgels
Het eerste orgel van de kerk werd door Philipp Furtwängler uit Elze gebouwd en voltooid in 1856. Dit waardevole orgel kende 32 klinkende registers met twee manualen en werd tijdens het bombardement op de kerk volledig verwoest.
Na de herbouw van de kerk installeerde de firma Walcker uit Ludwigsburg een nieuw orgel. Het werd op 1 november 1964 in gebruik genomen. Het 40 registers tellende orgel kende echter vanaf het begin mankementen, zodat al in 1980 volledige nieuwbouw werd nagestreefd.
Het huidige orgel van de firma Beckerath uit Hamburg werd op 5 oktober 1986 ingewijd. Het symfonische instrument heeft een dispositie in de stijl van de Franse romantiek en werd sindsdien nog enkele malen vergroot. Het bezit nu 46 klinkende register en is daarmee het grootste orgel van de stad Bremerhaven.

## Klokken
In 1883 schonk de stad Bremen drie bronzen klokken, die in 1942 voor oorlogsdoeleinden moesten worden afgeleverd. Tegenwoordig bezit de kerk vier luidklokken met de tonen d' (1700 kg) e' (1200 kg) g' (650 kg) a' (500 kg). De klokken worden elke zondag voor de eredienst van 09:50 tot 10:00 uur geluid; elke woensdag voor het woensdagavondgebed van 17:55 tot 18:00 uur en op zaterdagen bij het inluiden van de zondag om 18:00 uur. Bij wijze van uitzondering luidt de zwaarste klok met Allerheiligen.